# 표준 관입 시험
표준관입시험(SPT; standard penetration test)은 스플리트 스푼(split spoon)이라고 하는 원통형 sampler를 시추공에 넣고 동일한 에너지로 타격을 가해 흙의 저항력을 측정하는 시험이다.
토질의 특성을 조사하는 방법 중, 시험기의 선단에 장착한 저항체를 흙속에 압입 후 관입, 회전, 인발시의 저항을 측정하여 토질 특성을 조사하는 사운딩(sounding)의 일부며, 콘 관입시험, 베인 시험 등이 이에 포함된다.

## 샘플러
분리형 원통 샘플러(split spoon sampler)는 표준 관입 시험에서 사용되는 샘플러이다. 시추가 끝나고 시추 로드 하단에 연결해서 땅 속에 관입하여 시료를 채취한다. 분리형 원통 샘플러는 땅 속에서 흙 시료가 채취되면 샘플러 상단의 밸브를 통해 공기가 빠져나간다. 시료 채취가 완료되면 다시 지상으로 나오는데 이때는 밸브가 닫히면서 통 속을 진공상태로 만들어 시료가 빠져나가는 것을 방지한다.

## 시험방법 및 N 값
1. 시추공을 굴착후 샘플러(sampler)를 로드에 접속시켜 시추공 바닥으로 내린다.
2. 로드 상단을 63.5Kg의 해머로 76cm[2][3]에서 낙하, 시추공 바닥에서의 지반교란의 영향을 없애기 위해서 15cm의 예비타격을 실시한다.
3. 15cm 예비 타격이 끝나면 샘플러가 30cm 관입에 필요한 타격횟수를 구하여 표준관입시험치(N값)으로 한다.(총 15cm씩 세 번 타입)
4. 50회 타격을 해도 관입량이 30cm가 되지 않으면 50회 타격시의 관입량을 기록한다(예 : 50/10 기록. 50회 타입했지만 10cm밖에 관입되지 않았다는 의미)

표준 관입 시험은 심도 1~1.5m마다 반복하여 실시한다.

## 특징
- 시추공 필요
- 교란시료 채취가능
- 기존 경험자료가 많고 시험이 간단하여 많이 이용된다.
- 시험자의 숙련도에 따른 오차가 크다.
- 점성토에 대한 시험치는 신뢰도가 낮다.
- N값은 보정이 필요하다.

## N값에 영향을 주는요인
- 해머효율, 로드길이, 샘플러 종류(모양), 보링공 지름, 상재하중, 숙련도

### N값을 설계에 적용하기 위한 보정
N값이 과소 혹은 과대 추정되는 것을 막기 위해 보정을 해준다.
- 포화된 미세한 실트 사질층에 대한 보정 : N값>15이면 다음 식으로 보정

{\displaystyle N_{2}=15+{\frac {1}{2}}(N_{1}-15)\qquad (N_{1}}은 로드 길이에 의해 보정된 N치)
- 상재하중에 대한 보정
- 로드길이에 대한 보정

## 결과의 이용

### 지반정수 추정
- 지반의 전단 강도 추정
- 지반의 탄성계수({\displaystyle E_{s}}) 추정 : {\displaystyle {\frac {E_{s}}{N}}} 의 값이 클수록 자갈쪽 토질
- 지반의 상대밀도({\displaystyle D_{r}}) 추정 : N값이 높을수록 {\displaystyle D_{r}}값이 높다 (촘촘한 모래)
- 지반의 연경도 추정 : N값이 크면 단단
- 지반의 일축압축강도({\displaystyle q_{u}}) 추정 : {\displaystyle q_{u}={\frac {1}{8}}N}
- 말뚝의 지지력 추정

#### 지반의내부 마찰각추정
Peck의 공식을 이용하면 내부 마찰각은 다음 식으로 추정 가능하다.
{\displaystyle \phi =0.3N+27}
Dunham 공식을 이용하여 N치와 내부 마찰각의 관계를 알 수 있다.
- 입도가 양호하고, 토립자가 모났을 때 : {\displaystyle \phi ={\sqrt {12N}}+25}
- 입도가 양호하고, 토립자가 둥글 때 : {\displaystyle \phi ={\sqrt {12N}}+20}
- 입도가 불량(균일한 입경)하고, 토립자가 모났을 때 : {\displaystyle \phi ={\sqrt {12N}}+20}
- 입도가 불량(균일한 입경)하고, 토립자가 둥글 때 : {\displaystyle \phi ={\sqrt {12N}}+15}

### 지반공학적 설계값
- 얕은 기초의 허용지지력 추정 (Meyerhof의 공식)
- 깊은 기초 (말뚝)의 허용지지력
- 액상화 가능성 파악 (간이예측법)
- 지반반력계수 값 추정

## 한계
N값은 근사적인 값으로 사질토에서는 신뢰할만 하나, 점성토에 대한 시험에서는 신뢰성이 떨어진다. 자갈이 많은 토질에서는 N값이 너무 크게 측정될 수 있다. 또한 N값은 보정하는 것이 중요하며, 특히 에너지 효율에 대한 보정은 필수적이다.

## 같이 보기
- 지반 조사

## 참고 문헌
- 천병식, 지반공학(이론과 실제), 2002
- 김상규, 토질역학 (이론과 응용), 2009
- 성안당 출판사, 토목기사 과년도 시리즈(토질 및 기초), 2015
- 이인모 (2015). 《기초공학의 원리》 1판. 씨아이알. ISBN 979-11-5610-063-8.
- 권호진, 김동수, 박준범, 정성교 (2015). 《기초공학》 2판. 구미서관. ISBN 978-89-8225-5854.